# مارسيل فان لنجنهوف
مارسيل فان لنجنهوف، حكم كرة قدم بلجيكي دولي سابق. و قد حكم في كأس الخليج 1986، وقد أدار مباراة منتخب العراق لكرة القدم ومنتخب قطر لكرة القدم في 27 مارس 1986، وقد أدار مباراة منتخب السعودية لكرة القدم ومنتخب العراق لكرة القدم في 30 مارس 1986، وقد أدار مباراة منتخب السعودية لكرة القدم ومنتخب قطر لكرة القدم في 5 ابريل 1986.

## وصلات خارجية
- مارسيل فان لنجنهوف على موقع Soccerway.com (الإنجليزية)